# Tipula (Vestiplex) longitudinalis
Tipula (Vestiplex) longitudinalis is een tweevleugelige uit de familie langpootmuggen (Tipulidae). De soort komt voor in het Palearctisch gebied.